# Hidetoshi Nakanishi
Hidetoshi Nakanishi –en japonés, 中西 英敏, Nakanishi Hidetoshi– (3 de junio de 1958) es un deportista japonés que compitió en judo. Ganó una medalla de oro en el Campeonato Mundial de Judo de 1983 en la categoría de –71 kg.
Participó en los Juegos Olímpicos de Los Ángeles 1984, donde finalizó quinto en la categoría de –71 kg.

## Palmarés internacional
| Campeonato Mundial | Campeonato Mundial | Campeonato Mundial | Campeonato Mundial |
| Año                | Lugar              | Medalla            | Categoría          |
| ------------------ | ------------------ | ------------------ | ------------------ |
| 1983               | Moscú ( URSS)      | Medalla de oro     | –71 kg             |